# The Avengers (soundtrack)
The Avengers (Original Motion Picture Soundtrack) is de filmmuziek-soundtrackalbum voor de Marvel Studios-film The Avengers, gecomponeerd en gedirigeerd door Alan Silvestri. Het album werd op 1 mei 2012 uitgebracht door Hollywood Records. Op dezelfde datum werd ook een apart soundtrack- en conceptalbum uitgebracht, getiteld Avengers Assemble (Music from and Inspired by the Motion Picture), van verschillende artiesten.

## The Avengers (Original Motion Picture Soundtrack)

### Tracklijst
Alle muziek en teksten zijn geschreven door Alan Silvestri. 
| 1.                 | Arrival                    | 2:59 |
| 2.                 | Doors Open From Both Sides | 2:48 |
| 3.                 | Tunnel Chase               | 2:36 |
| 4.                 | Stark Goes Green           | 2:41 |
| 5.                 | Helicarrier                | 2:09 |
| 6.                 | Subjugation                | 3:00 |
| 7.                 | Don't Take My Stuff        | 4:42 |
| 8.                 | Red Ledger                 | 5:11 |
| 9.                 | Assault                    | 4:26 |
| 10.                | They Called It             | 2:41 |
| 11.                | Performance Issues         | 3:35 |
| 12.                | Seeing, Not Believing      | 4:25 |
| 13.                | Assemble                   | 4:31 |
| 14.                | I Got a Ride               | 4:00 |
| 15.                | A Little Help              | 3:14 |
| 16.                | One Way Trip               | 5:50 |
| 17.                | A Promise                  | 3:34 |
| 18.                | The Avengers               | 2:03 |
| Totale duur: 64:25 |                            |      |

Gelijktijdig met de digitale release werd het album fysiek uitgebracht door Hollywood Records, Marvel Music en Intrada Records. Verschillende nummers op deze release zijn langer dan op het digitale album en er is één extra nummer, "Interrogation".

Alle muziek en teksten zijn geschreven door Alan Silvestri. 
| 1.                 | Arrival                               | 2:59 |
| 2.                 | Doors Open From Both Sides (Extended) | 3:29 |
| 3.                 | Tunnel Chase (Extended)               | 4:47 |
| 4.                 | Interrogation                         | 2:38 |
| 5.                 | Stark Goes Green (Extended)           | 4:46 |
| 6.                 | Helicarrier                           | 2:09 |
| 7.                 | Subjugation (Extended)                | 3:40 |
| 8.                 | Don't Take My Stuff (Extended)        | 5:06 |
| 9.                 | Red Ledger                            | 5:10 |
| 10.                | Assault                               | 4:25 |
| 11.                | They Called It                        | 2:41 |
| 12.                | Performance Issues (Extended)         | 4:56 |
| 13.                | Seeing, Not Believing                 | 4:25 |
| 14.                | Assemble (Extended)                   | 5:21 |
| 15.                | I Got a Ride                          | 4:00 |
| 16.                | A Little Help (Extended)              | 3:49 |
| 17.                | One Way Trip                          | 5:50 |
| 18.                | A Promise                             | 3:34 |
| 19.                | The Avengers                          | 2:03 |
| Totale duur: 76:08 |                                       |      |

## Avengers Assemble (Music from and Inspired by the Motion Picture)

### Tracklijst
| 1.                 | Live to Rise                      | Soundgarden             | 4:40 |
| 2.                 | I'm Alive                         | Shinedown               | 3:39 |
| 3.                 | Dirt and Roses                    | Rise Against            | 3:14 |
| 4.                 | Even If I Could                   | Papa Roach              | 3:16 |
| 5.                 | Unbroken                          | Black Veil Brides       | 3:27 |
| 6.                 | Breathe                           | Scott Weiland           | 3:17 |
| 7.                 | Comeback                          | Redlight King           | 3:39 |
| 8.                 | Into the Blue                     | Bush                    | 4:15 |
| 9.                 | A New Way to Bleed (Photek Remix) | Evanescence             | 4:00 |
| 10.                | Count Me Out                      | PusherJones             | 4:37 |
| 11.                | Wherever I Go                     | Buckcherry              | 4:13 |
| 12.                | From Out of Nowhere               | Five Finger Death Punch | 3:23 |
| 13.                | Shake the Ground                  | Cherri Bomb             | 2:40 |
| Totale duur: 48:20 |                                   |                         |      |

| 14.                | Pistols at Dawn | Kasabian | 5:18 |
| Totale duur: 53:38 |                 |          |      |

Geen van deze nummers, met uitzondering van "Live to Rise", is in de film te horen.

## Hitnoteringen

### NPO Klassiek Filmmuziek Top 200
| The Avengers in de NPO Klassiek Filmmuziek Top 200 | The Avengers in de NPO Klassiek Filmmuziek Top 200 | The Avengers in de NPO Klassiek Filmmuziek Top 200 |
| Jaar                                               | 2024                                               | 2025                                               |
| -------------------------------------------------- | -------------------------------------------------- | -------------------------------------------------- |
| Positie                                            | 120                                                | 141                                                |